# Fontana dell'Acqua Paola

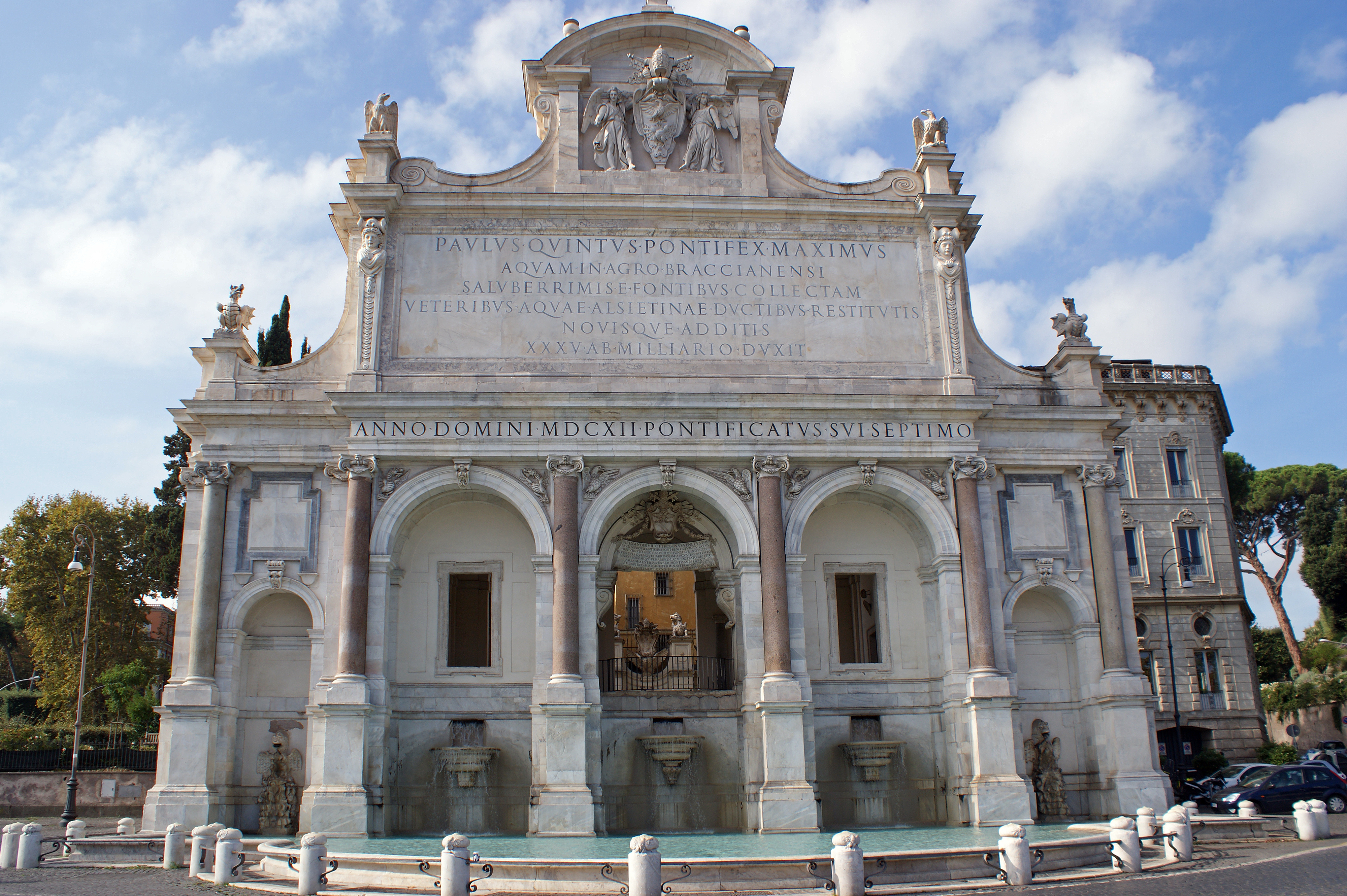
Fontana dell'Acqua Paola

De Fontana dell'Acqua Paola is na de (pas later gebouwde) Trevifontein de grootste en meest imposante fontein van Rome; wegens haar omvang wordt ze door de Romeinen gemeenzaam "il Fontanone" genoemd (de enorme fontein). Ze bevindt zich op de Janiculum (Gianicolo), meer bepaald aan de Via Garibaldi.

## Geschiedenis
De Fontana dell'Acqua Paola werd in 1608-1612 gebouwd in opdracht van paus Paulus V. Deze paus had het aquaduct van keizer Trajanus uit de tweede eeuw laten restaureren om drinkbaar water aan te voeren naar de wijken Trastevere en Borgo. Met deze fontein gaf hij zijn waterleiding een majestueuze aankomst in de stad.

## Beschrijving
De fontein is het werk van de architecten Flaminio Ponzio en Giovanni Fontana. Ze volgt het model van de twintig jaar oudere Fontana dell'Acqua Felice, die eveneens door Giovanni Fontana was ontworpen. De structuur van de Fontana dell'Acqua Paola is die van een klassieke triomfboog; ze heeft drie grote bogen van gelijke hoogte en aan weerszijden een kleinere boog. De vier zuilen in rode graniet en twee in grijze graniet aan de voorzijde zijn afkomstig van de gevel van de oude Sint-Pietersbasiliek; ander bouwmateriaal is afkomstig van antieke gebouwen op het Forum Romanum en van de tempel van Minerva op het Forum van Nerva. Oorspronkelijk stortte het water in 5 stroompjes neer in afzonderlijke kleinere bassins. Deze werden in 1690 door Carlo Fontana in opdracht van paus Alexander VIII vervangen door een groot halfrond bassin.
Op de architraaf boven de grote bogen staat de tekst die Paulus V vermeldt als opdrachtgever, en daarboven houden twee engelenfiguren zijn pauselijk wapenschild vast. De adelaar en de draak, emblemen van de adellijke familie Borghese, keren terug op het bovenste gedeelte van het monument, in de nis achter de middelste boog (rondom het wapenschild van paus  Innocentius XII van de familie Pignatelli) en verder onder de twee kleinere bogen aan de zijkanten en zelfs op de marmeren paaltjes rondom het halfronde bassin.
Achter de centrale nis ligt een kleine tuin.

## Inscripties
De opschriften zijn in het Latijn gesteld en luiden:

### Op het timpaan
Paulus Quintus Pontifex Maximus / aquam in agro Braccianensi / saluberrimis e fontibus collectam / veteribus aquae alsietinae ductibus restitutis / novisque additis XXXV ab milliario duxit. / Anno domini MDCXII pontificatus sui septimo.
Vertaling: Vanaf de 35ste mijlpaal heeft Paus Paulus V het water, gewonnen uit zeer heilzame bronnen in de velden bij Bracciano, [naar Rome] gevoerd door de oude waterleidingen van de Aqua Alsietina en door de nieuwe die hij liet toevoegen. In het jaar 1612, het zevende van zijn pontificaat.
Opmerking: In werkelijkheid heeft Paulus V niet de door Augustus in 2 v.C. aangelegde Aqua Alsietina laten herstellen (die immers ondrinkbaar water leverde), maar wel de Aqua Traiana, het aquaduct dat keizer Trajanus in 109 n.C. had aangelegd.

### In de middelste boog
Alexander VIII Otthobonus Venetus P[ontifex] M[aximus] / Pauli V providentissimi Pont[ificis] beneficium tutatus / repurgato specu novisque fontibus inductis / rivos suis quemque labris olim anguste contentos / unico eodemque per amplo lacu excitato recepit / aream adversus labem montis substruxit / et lapideo margine terminavit ornavitque. / Anno salutis MDCLXXXX pontificatus sui secundo.
Vertaling: In het jaar 1690, het tweede jaar van zijn pontificaat, heeft paus Alexander VIII van de familie Ottoboni, afkomstig uit Venetië, de weldaad van de vooruitziende paus Paulus V beveiligd, de tunnel gezuiverd en nieuwe bronnen toegevoegd, en de [vijf] waterstralen die destijds elk in hun eigen eng waren opgevangen, laten opvangen in één enkel en ruimer bassin, en heeft hij het terrein naar de helling van de heuvel toe ondersteund en met een marmeren boord afgepaald en versierd. 
Opmerking: Tot het einde van de 17de eeuw lag vóór de Fontanone een steile helling langswaar het water de heuvel af stroomde. Het terrein ervoor werd pas door paus Alexander VIII geëffend. 

## Beeldengalerij

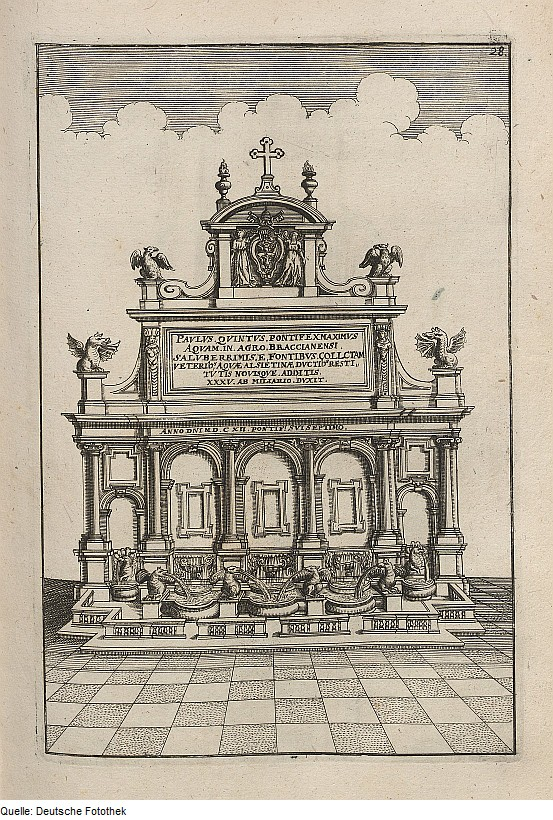
De fontein voor 1690
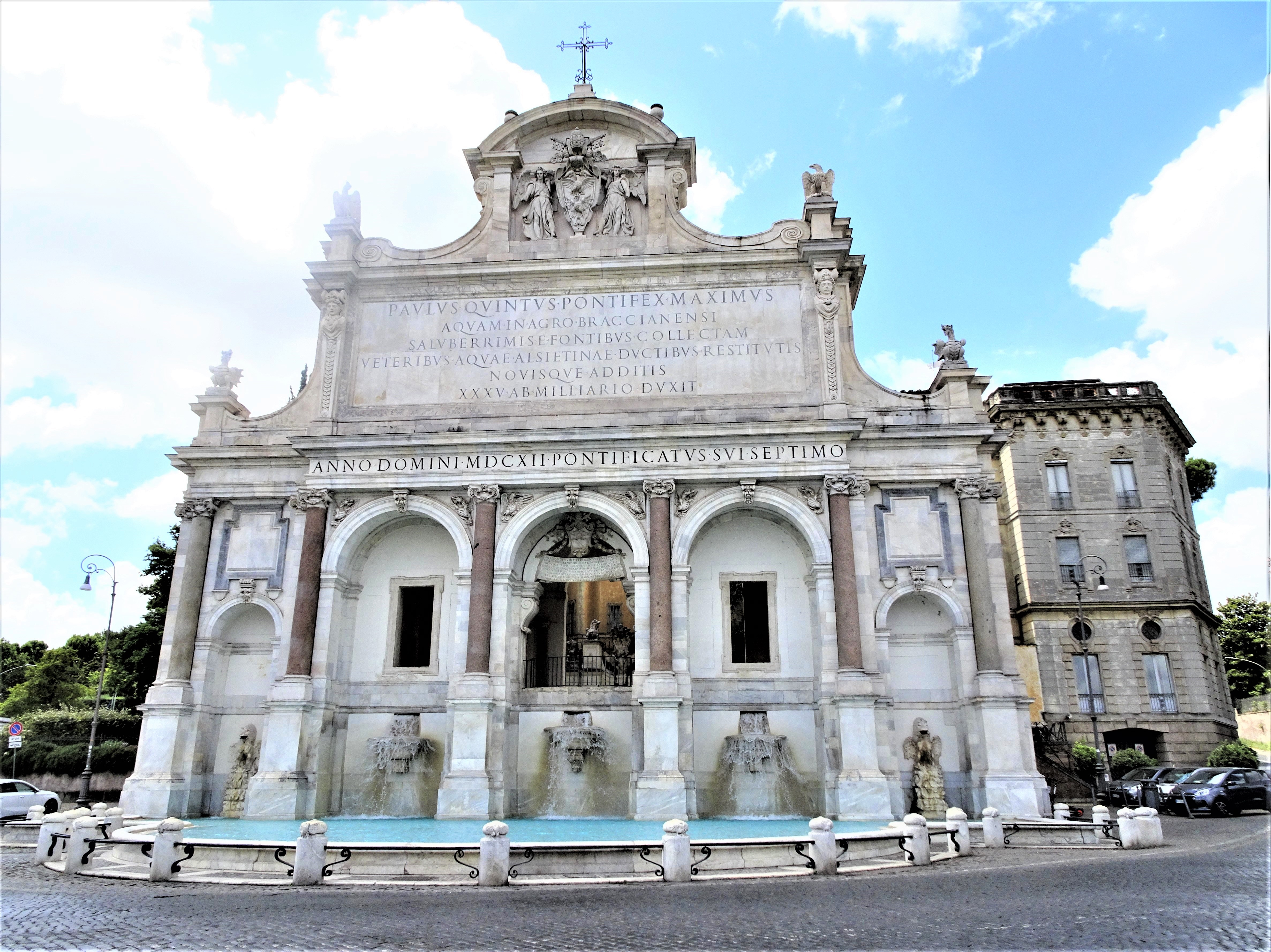
Fontana dell'Acqua Paola
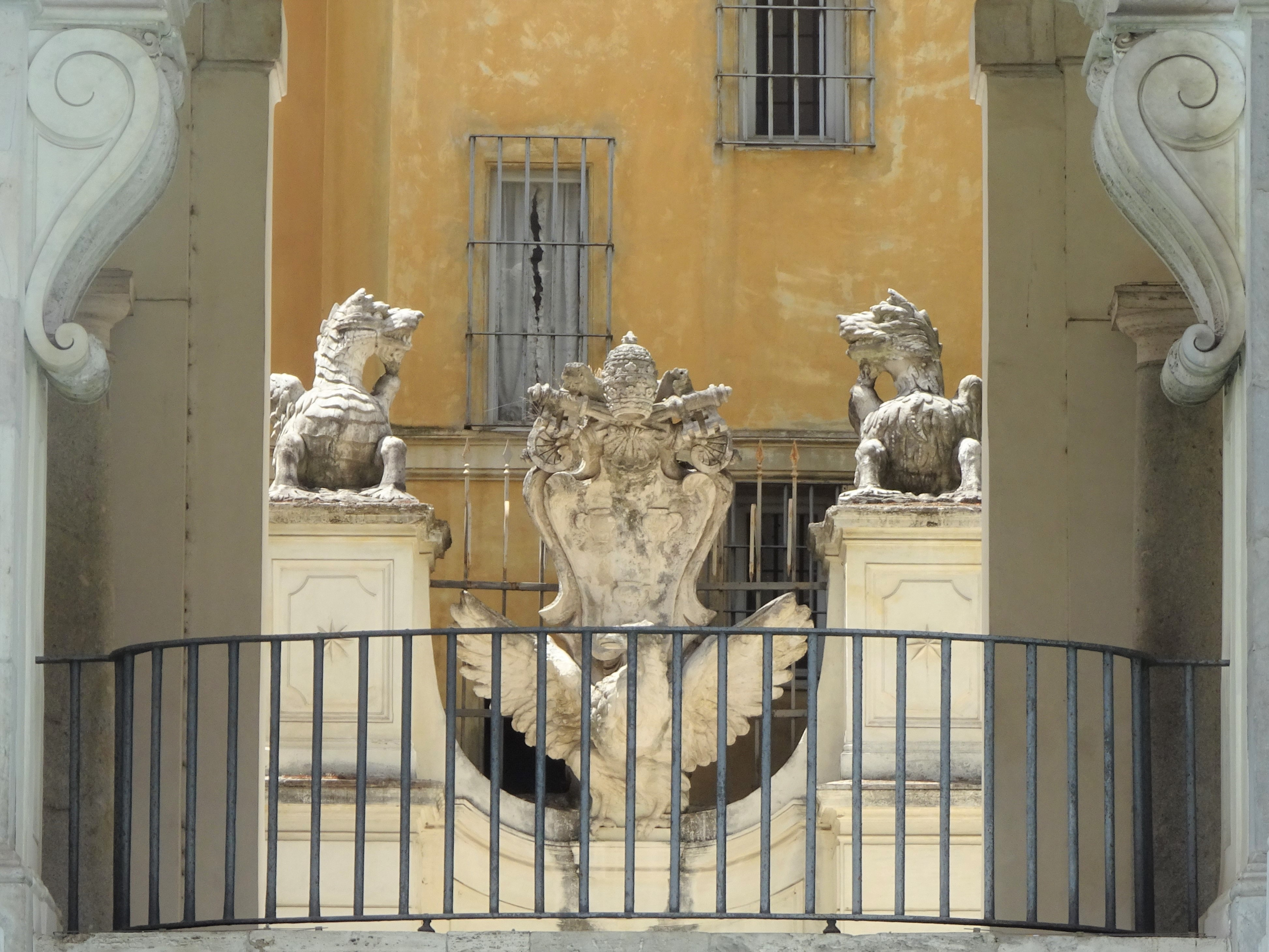
Wapenschild van Innocentius XII en heraldische symbolen van Borghese
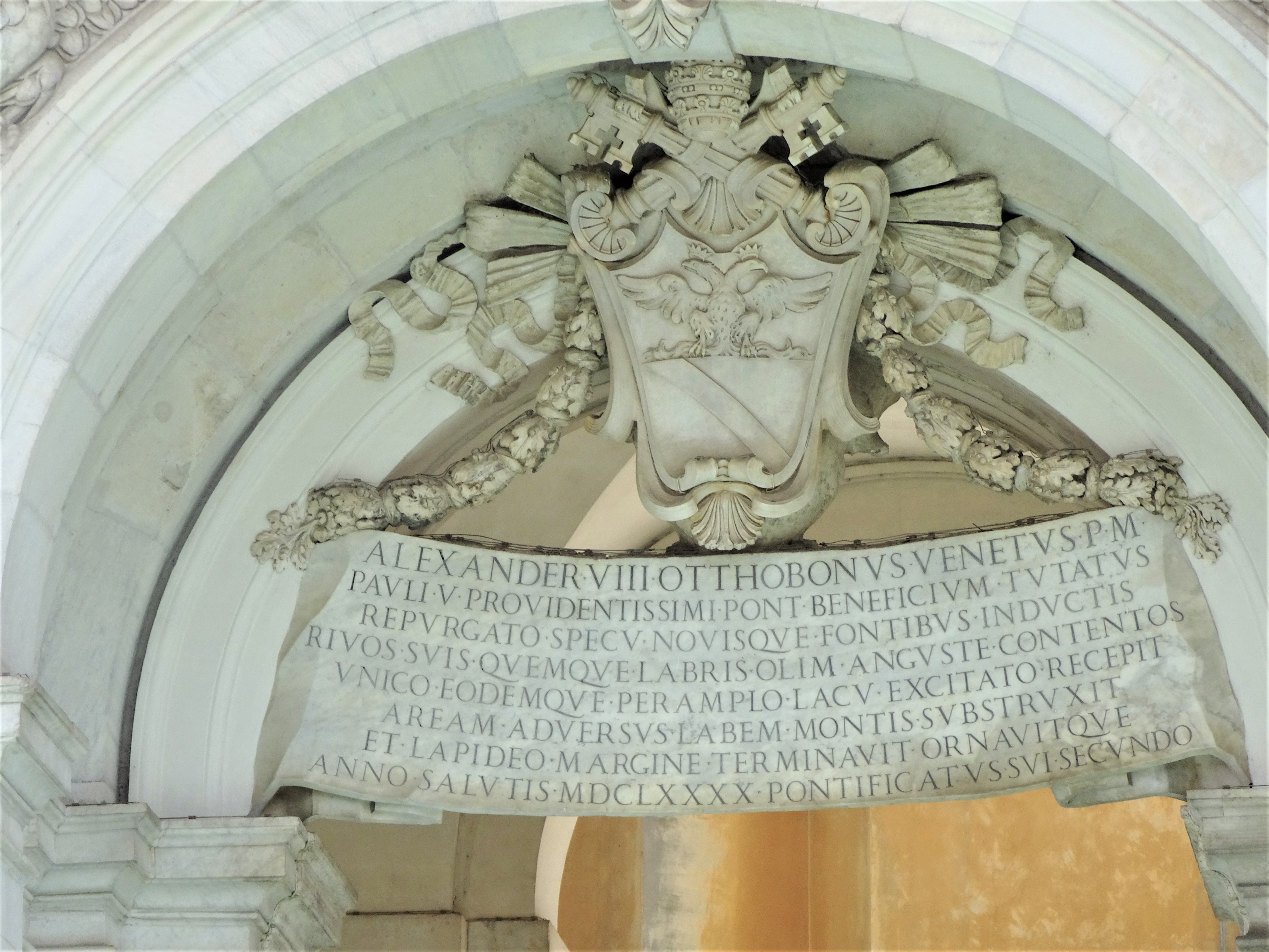
Wapenschild en inscriptie van Alexander VIII
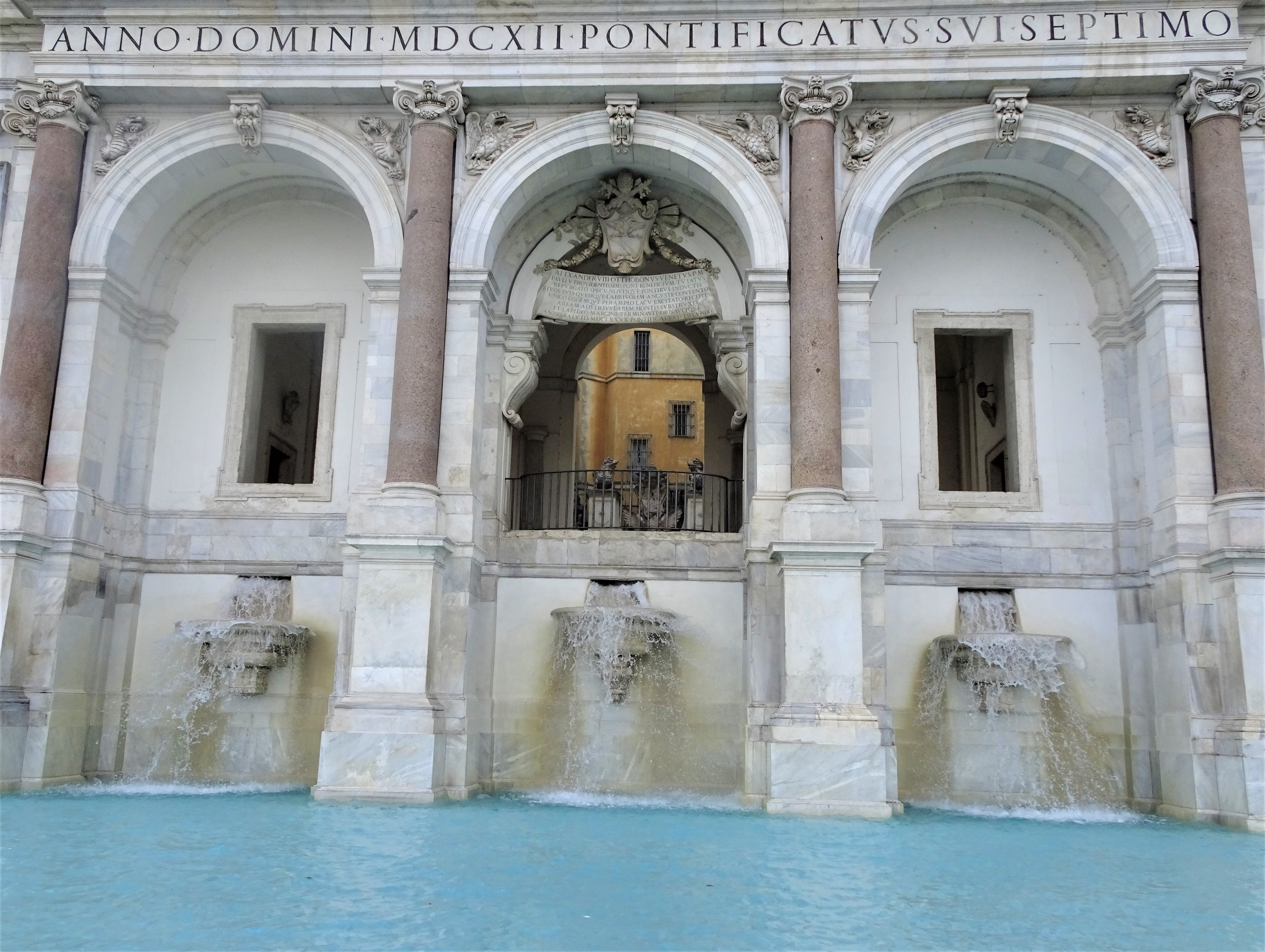
De drie centrale bogen
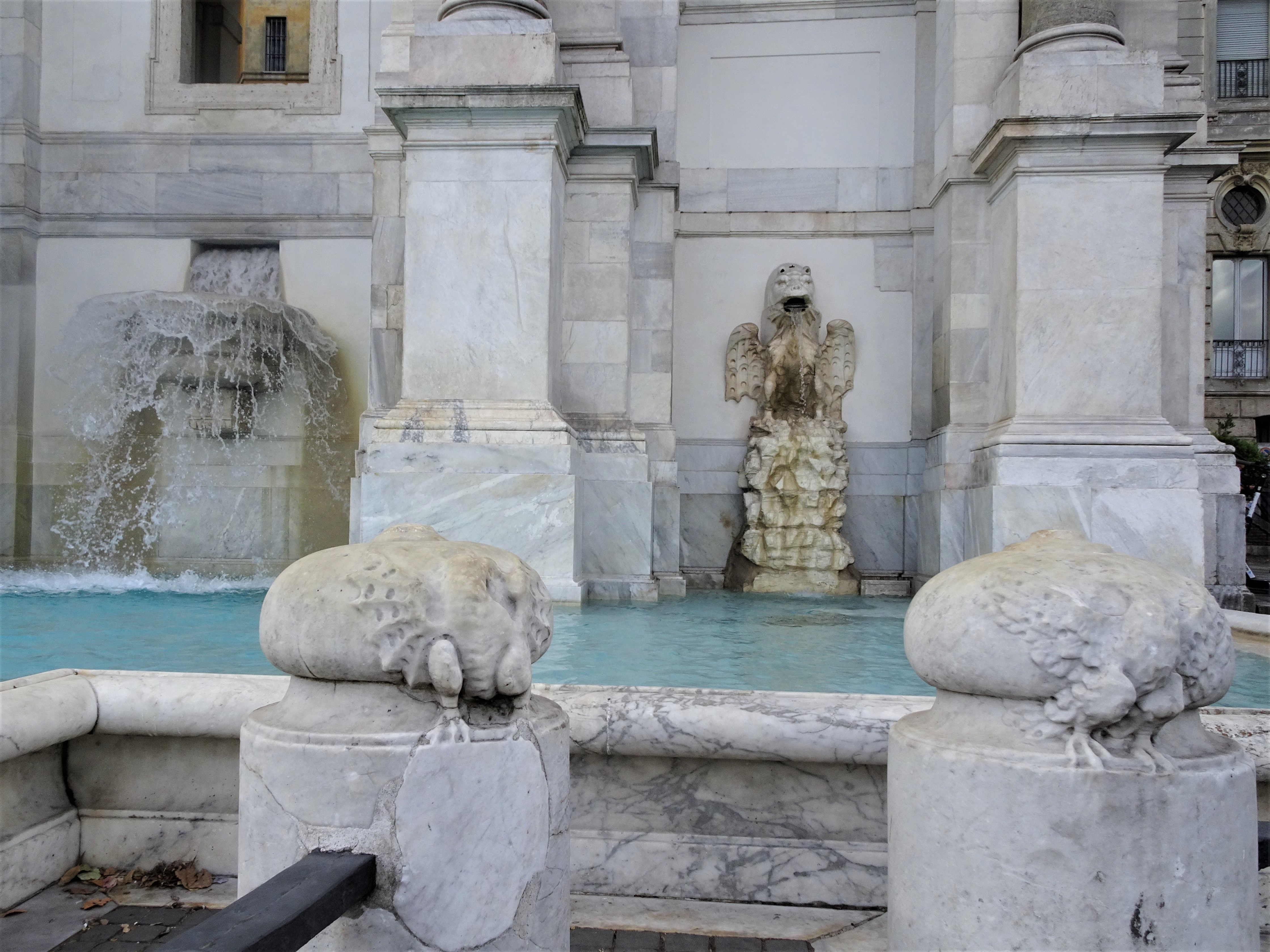
Heraldische symbolen van Borghese als spuier en op de zuiltjes

## Geraadpleegde bronnen
- (it)  Mauro LUCENTINI; Paola Lucentini, Eric Giacchino Lucentini en Jack Lucentini, La grande guida di Roma. Per chi ama la città eterna e vuole conoscerla meglio in poco tempo. Newton & Compton editori (juli 2007), pp. 580-581. ISBN 978-88-8289-053-7.
- (it) Touring club italiano. (1993). Roma. Il Touring club, Milano. ISBN 88-365-0508-2. p. 545.
- Webpagina Fontana Paola van Romasegreta.it
- Webpagina mostra dell'acqua paola al gianicolo van info.roma.it
- Webpagina La costruzione dell'acqua Paola van Andrea Pollett